# Wave
Wave är ett album av The Patti Smith Group, utgivet 1979. Med producenten Todd Rundgren fick gruppen ett popigare, mer radiovänligt sound, men albumet blev kommersiellt mindre framgångsrikt än sina föregångare.
Efter albumet gifte sig Patti Smith och spelade därefter inte in någon ny musik på nio år, då som soloartist.

## Låtlista
1. Frederick (Patti Smith) - 2:59
2. Dancing Barefoot (Patti Smith, Ivan Kral) - 4:16
3. So You Want to Be (A Rock 'n' Roll Star) (Roger McGuinn, Chris Hillman) - 4:16
4. Hymn (Patti Smith, Lenny Kaye) - 1:10
5. Revenge (Patti Smith, Ivan Kral) - 5:04
6. Citizen Ship (Patti Smith, Ivan Kral) - 5:07
7. Seven Ways of Going (Patti Smith, Lenny Kaye, Ivan Kral, Jay Dee Daugherty, Richard Sohl) - 5:10
8. Broken Flag (Patti Smith, Lenny Kaye) - 4:53
9. Wave (Patti Smith) - 4:53

## Medverkande
- Patti Smith - sång, gitarr, piano
- Jay Dee Daugherty - trummor
- Lenny Kaye - bas, sång, autoharp
- Ivan Kral - bas, gitarr, cello, keyboards
- Richard Sohl - piano
- Todd Rundgren - bas på "Dancing Barefoot"
- Andi Ostrowe - timpani på "Seven Ways of Going"